# Public relations
Public relations (často uváděné pod zkratkou PR [čteno pí ár], toto označení pochází z angličtiny a volně jej lze přeložit jako „vztahy s veřejností“, ve starší prvorepublikové terminologii byl využíván pojem "vševztahovství") jsou techniky a nástroje, pomocí kterých instituce nebo firma buduje a udržuje vztahy se svým okolím a s veřejností, nahlíží její postoje a snaží se je ovlivňovat. Jedná se o dlouhodobou cílevědomou činnost, která by měla mimo jiné zajišťovat poskytování informací veřejnosti a zároveň získávání zpětné vazby a dalších informací od veřejnosti. Důležitým aspektem PR je obousměrnost komunikace, kterou zajišťují (například na rozdíl od reklamy). PR jsou důležitou složkou sociální komunikace a kontroly.

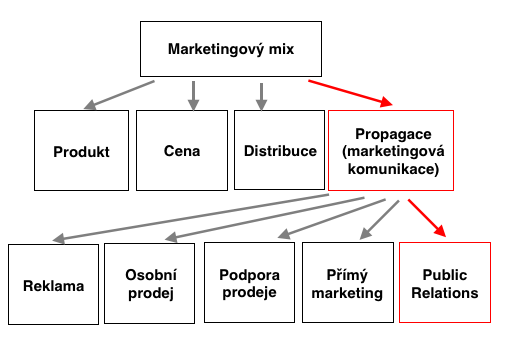
Postavení Public Relations v marketingovém a komunikačním mixu

Public relations je součástí komunikačního mixu, který dále obsahuje reklamu, osobní prodej, přímý marketing a podporu prodeje. Celý komunikační mix je součástí marketingového mixu.
PR má značné rozdíly oproti reklamě. Zatímco reklama se snaží hlavně o krátkodobý prodej určitého produktu nebo služby, PR se soustředí na dlouhodobé cíle jako je image, vztahy a komunikace s cílovými skupinami. Reklama i PR působí na širokou veřejnost, ale reklama pro svou komunikaci s veřejností využívá zásadně masových médií (televize, tisk, rozhlas, internet, venkovní reklama), zatímco PR komunikuje i jinými prostředky.
V chápání PR se veřejnost dělí na vnitřní a vnější. Vnitřní veřejností se rozumí zejména zaměstnanci organizace. Vnější veřejností se rozumí nejen zákazníci, ale také dodavatelé, investoři, komunita, potažmo celá společnost. PR tak obecně provádí buďto zvláštní oddělení uvnitř firmy (tzv. in-house), nebo k tomu určené PR či komunikační agentury. V České republice agentury a in-house týmy sdružuje APRA (Asociace Public Relations), jednotliví profesionálové se sdružují v PR Klubu.

## Teorie
Jeden ze zakladatelů PR Američan dr. Edward L. Bernays mluví o vytváření souhlasu, úsilí vytvořit informaci přesvědčováním a přizpůsobováním veřejnosti pro určitou činnost, záležitost, hnutí nebo instituci. Podle něj úlohou vztahů s veřejností je prostřednictvím informací, přesvědčování a přizpůsobení získat veřejnou podporu pro činnosti, hnutí nebo instituce. Jejich aktivity jsou na profesionální úrovni plánovány a vykonávány trénovanými odborníky v souladu s vědeckými principy, založenými na výsledcích výzkumu společenských věd. V úvodu svojí knihy Propaganda (1928) píše: „Vědomá a inteligentní manipulace názorů, organizovaných zvyků veřejné masy je významnou součástí fungování demokratické společnosti. Ti, kdo ovládají tyto ,neviditelné‘ společenské mechanismy, zakládají skrytou vládu, která je skutečnou vládnoucí silou naší země.“ Podle PRA (Public Relations Association) je práce s veřejností „funkcí vedení podniku spočívající na nepřetržité a systematické formě práce, s jejíž pomocí se snaží veřejné i soukromé organizace a instituce získat a udržet porozumění a podporu těch, s nimiž mají co dělat nyní i v budoucnu.“
K dnešnímu dni existují ve světě stovky různých definicí public relations. Webster New International Dictionary uvádí, že „jde o podporování vztahů a dobré vůle mezi osobou, firmou nebo institucí mezi jinými osobami, částí veřejnosti nebo společnosti v nejširším slova smyslu prostřednictvím rozšiřování výkladového materiálu, rozvíjení vzájemné přátelské výměny informací a odhadu reakcí veřejnosti.“
Charakteristické rysy PR shrnul do vlastní definice i Zdeněk Chmel: „PR jsou samostatnou řídící funkcí vedení firmy nebo instituce, jejímž posláním je systematické vytváření a udržování vztahů důvěry a vzájemného porozumění s veřejností. Spoluvytvářejí image firmy za pomoci úplných a pravdivých informací o ní a její činnosti. Získávají vnější (mimo firmu) i vnitřní (uvnitř firmy) veřejnost pro podporu činnosti firmy jak v současnosti, tak i pro budoucnost a tím vytvářejí příznivé klima pro její aktivity.“
Jozef Ftorek, v knize Public relations jako ovlivňování mínění (2009) pracuje s pojetím, které vychází z přístupu uplatňovaného E. L. Bernaysem nebo W. Lippmannem, kteří mluvili o vytváření souhlasu (engineering - manufacturing of consent): „Public relations představuje aktivní ovlivňování mínění veřejnosti nebo jiných konkrétních cílových skupin s cílem dosažení souhlasu mezi občany.“ A to v důsledku řízení informačního toku (zejména prostřednictvím ekonomické a politické kontroly médií hlavního - středního proudu, tzv. mainstreamu). Podle Ftorka nelze PR vnímat jen jako součást podnikového marketingu či „vztahy s veřejností“, ale také jako aktivitu, která prostřednictvím koncepčního ovlivnění mínění přispívá k vytváření souhlasu mezi občany, kdy souhlas veřejnosti nebo konkrétních cílových skupin může mít různé podoby i dopady na život dané společnosti. Souhlasem je například volba - hlas pro konkrétní politickou stranu nebo politika ve volbách, nákup inzerovaného zboží nebo i občanská, osobní pasivita v případě státní represe vůči konkrétním disidentským skupinám nebo představitelům.

## Využití a cíle
Pro PR je nejdůležitější udržet a zlepšovat dobrou image organizace. Public relations se využívají například v těchto případech:
- Sdělování informací potenciálním zákazníkům ve snaze podpořit prodej, udržet nebo zlepšit reputaci. Získáváním zpětné vazby od zákazníků následně upravují svoje metody a techniky prodeje a komunikace.
- Řešení nepříznivých vlivů – odvracením útoků na podnik (například očerňující články, nepravdivá prohlášení, zkreslené statistiky…)
- U zaměstnanců se snaží o zlepšení informovanosti a zvýšení motivace (firma funguje dobře – spokojení zaměstnanci pracují lépe).
- Využití PR jako nástroje přesvědčování orgánů státní správy ve snaze ovlivnit vytváření a přijímání zákonů.

## Nástroje
Obor public relations využívá celou řadu nástrojů. Například pro informování široké veřejnosti prostřednictvím vztahové sítě s novináři (podobor media relations) jsou to například informační formáty jako tiskové zprávy, odborné články (nezaměňovat s advertorialy neboli placenými reklamními alias PR články), mediální brífingy či tiskové konference. Prostřednictvím těchto nástrojů komunikuje společnost s médii a snaží se formovat svůj obraz a klíčová sdělení v mediálním prostoru. Dále se zejména v interní komunikaci využívají pravidelné firemní mítinky a sportovní či společenské akce, pravidelná hodnocení, pochůzky manažerů, pravidelná zpravodajství o úspěších firmy a obecné dění ve firmě a to prostřednictvím intranetu, e-mailu nebo časopisu. Mezi další formy PR patří sponzoring a fundraising.
Konkrétně PR využívají zejména tyto nástroje:
- Media relations tzv. komunikace s médii – tiskové zprávy, tiskové konference, publicita
- Government relations – vztahy s vládními institucemi
- Public affairs – vztahy s neziskovou sférou
- Investor relations – vztahy k akcionářům, investorům
- Community relations – komunikace s blízkým okolím
- Employee relations (interní komunikace) – vztahy se zaměstnanci
- Minority relations – vztahy s menšinovými skupinami
- Veřejné akce (events) – firemní večírky, akce pro zákazníky nebo obchodní partnery, kulturní akce, sportovní akce
- Publikace – zaměstnanecké časopisy, zákaznické časopisy, výroční zprávy
- Firemní identita – zachování jednotného užití barev, grafických prvků a typografie v prezentačních materiálech (letáky, katalogy, webové stránky)
- Firemní kultura
- Lobbování
- Corporate Social Responsibility (CSR) tzv. Aktivity sociální odpovědnosti – sociální odpovědnost firem směrem k okrajovým a slabším sférám společnosti, budování a posilování vztahů s komunitami
- Krizová komunikace

## PR agentury
PR agentura (tedy public relations agentura) je specializovaná společnost, která pro své klienty navrhuje vztahovou strategii a vytváří a realizuje PR aktivity. Partnerem v klientských společnostech, pro které PR agentury pracují, jsou nejčastěji marketingoví manažeři, brand manažeři nebo PR manažeři. Historicky se PR agentury vyčlenily z tzv. full-service reklamních agentur, tedy takových, které prováděly všechny činnosti komerční komunikace (reklama, nákup médií, public relations atd.).
O jednotlivé klienty agentury se zpravidla starají týmy pracovníků. V čele takového týmu stojí account manager, který má za úkol komunikovat na jedné straně s klientem, připravovat strategii kampaní, na straně druhé potom komunikovat s vybranými cílovými skupinami, médii, novináři. O stupeň níž v hierarchii často stojí junior account manager nebo také account executive, který má většinou za úkol vyřizování praktických záležitostí nutných pro správnou přípravu a běh kampaně a také běžnou administrativu týkající se styku s klienty a médii. V některých agenturách přebírá část činností juniora ještě account assistent.
Náplň práce public relations agentury spočívá nejdříve ve vytvoření PR strategie. Ta je součástí marketingové strategie společnosti. V PR strategii se definují cíle, kterých je potřeba dosáhnout. Dále se určí segment, neboli cílová skupina, na kterou bude PR kampaň cílit. Součástí strategie je následně vypracování plánu, který obsahuje způsoby sdělení a média, prostřednictvím kterých se sdělení dostane k cílové skupině. V public relations se na zjištění počátečního stavu, ale i pro ověření účinnosti kampaně, využívají marketingové výzkumy veřejného mínění a monitoring toho, jaké výstupy jsou o společnosti publikovány.

## Historie
Public relations vznikají teoreticky se vznikem lidské společnosti, ve větším měřítku ale až po druhé světové válce v USA v reakci na hlad veřejnosti po informacích, zejména z oblasti politiky, a také v reakci na rozvoj médií.
Vztahy s veřejností můžeme zaznamenat už v dávné historii. V Mezopotámii, Asýrii, Persii a Egyptě, stejně jako v antickém Řecku a Římě se používalo přesvědčování k formování veřejného mínění ve prospěch vládců. Nemusíme jít tak hluboko do dějin, abychom zjistili, že už v r. 1809 přijalo britské ministerstvo financí roli tiskového mluvčího v zahraniční politice. V r. 1912 ministr financí Lloyd George vytvořil skupinu lidí, kteří měli za úkol vysvětlovat zaměstnavatelům a dělníkům v různých částech země zavedení nového národního pojištění. Ale faktickým dnem vzniku PR bylo vydání knihy Crystalizing Public Opinion (Utváření veřejného mínění) Edwarda L. Bernayse v r. 1923 a především jeho knihy Propaganda (1928). Byly to první učebnice popisující vztahy s veřejností, neboli v terminologii té doby, propagandu.
Byl to právě E. L. Bernays, kdo dal ovlivňování mínění - vytváření souhlasu mezi občany krátce po první světové válce jeho současný název - public relations. Bernays, jak sám prohlásil, tak učinil proto, že propaganda představuje významný způsob řízení moderní společnosti, ale sám termín je pro veřejnost nepřijatelný, a to proto, jak byla propaganda užita během marketingu první světové války. Nový název měl představovat i nový začátek koncepčního ovlivňování mínění. Termín propaganda byl v Evropě běžně užíván až do konce druhé světové války. Terminologii public relations si později osvojila zejména soukromá, ekonomická sféra odkud se pozvolna přenesla i do politiky. V r. 1948 byl v Londýně založen Institut vztahů s veřejností (IPR). Od r. 1951 se tvořily národní instituty nebo asociace PR, což vyvrcholilo v r. 1955 vytvořením Mezinárodní asociace public relations (IPRA), která má v současné době přes tisíc členů ve více než šedesáti zemích světa.

## Rozvoj a historie v Česku
Funkce a nástroje PR byly v komunistickém Československu značně omezeny, což souviselo s kontrolou médií a sdělovacích prostředků stranickým aparátem. Před rokem 1989 byla veškerá komunikace regulována zákonem o reklamě (Zákon 355/1978 sbírky) a pozice tiskový mluvčí byla označována jako tiskový tajemník/referent  v rámci oddělení propagace. Jejich funkce byla především pasivní a spočívala v přípravě projevů, prohlášení a odpovědí na dotazy novinářů. Největší zkušenosti měly s PR podniky zahraničního obchodu (PZO), které mohly obchodovat i v rámci kapitalistických států. I přes tyto skutečnosti vzniklo v roce 1983 na území ČSSR samostatné profesní sdružení s názvem „Klub práce s veřejností“.
K velmi dynamickému rozvoji oboru dochází k porevolučním období. Jako první si na našem území otevírají pobočky mezinárodní agenturní řetězce, konkrétně Hill & Knowlton a Burson Marsteller v roce 1991 a Ogilvy v roce 1992. Největší česká PR agentura AMI Communications byla založena v roce 1995. Ve stejném roce vznikla také APRA.[zdroj?] Žebříček největších agentur v České republice dříve zveřejňovala právě APRA, v současné době není aktualizován pravidelně.
Akademické prostředí vysokých škol bylo vzhledem k politické situaci s rozvojem tohoto oboru velmi silně omezeno. První publikací, která se této problematice komplexně věnovala, byla v roce 1965 kniha Alfonse Kachlíka Public relations v edici Marketing Československé obchodní komory. Autor v roce 1967 obhájil na stejné téma disertační práci na Vysoké škole ekonomické v Praze, práce poté v roce 1969 vyšla také knižně. V omezené míře tak bylo možné teoretické základy získat na Vysoké škole ekonomické (prof. Jaroslav Nykryn) a v rámci oboru Žurnalistika na Karlově univerzitě. 
V masivním měřítku se problematice vztahů s veřejností a PR, začala akademická sféra věnovat až v prvním desetiletí 21. století, kdy i většina vzdělávacích institucí založila vlastní výukové programy v oboru public relations. Od akademického roku 2004/05 se otevřel bakalářský obor marketingová komunikace a public relations na Fakultě sociálních věd Univerzity Karlovy. Následně vznikla samostatná katedra Marketingové komunikace a public relations, kterou v letech 2011-2023 vedla docentka Denisa Hejlová. Pod jejím vedením vznikl v roce 2020 i první magisterský obor Strategická komunikace, který navazuje na public relations a posunuje jej do vyšší exekutivní role. 

## Aktuální žebříček PR agentur v Česku
Z posledního průzkumu PR agentury FleishmanHillard vyplývá, že prvenství obhajuje agentura AMI Communications. Druhé místo náleží Bison & Rose, třetí místo obsadila Ogilvy PR. Tu pak těsně následují agentury Grayling CR a AC&C Public Relations, která uzavírá první pětku. V druhé pětce se pak s relativně srovnatelnými výsledky umístily firmy Ewing PR,  PR.Konektor, Crest Communications, světová trojka FleishmanHillard a desítku uzavírají agentury PRAM Consulting a Stance Communications. Česká odnož světové dvojky Weber Shandwick se pohybuje až okolo spodních pozic a do TOP 10 žebříčku se nedostala. Žebříček byl sestaven na základě srovnání ročního obratu jednotlivých společností.